# Jaderná elektrárna Shearon Harris
Jaderná elektrárna Shearon Harris (anglicky Shearon Harris Nuclear Power Plant) je provozní jaderná elektrárna ve Spojených státech. Nachází se v Severní Karolíně asi 30 kilometrů jihozápadně od hlavního města Raleigh. Elektrárna má s jediným blokem hrubý výkon pouze 980 MW. Elektrárnu vlastní společnost Progress Energy Carolinas a provozuje Progress Energy. Jaderná elektrárna zásobuje elektřinou přibližně půl milionu domácností na jihovýchodě Spojených států. Elektrárna má návštěvnické centrum, které se nachází v New Hill, zhruba 3 kilometry od jaderné elektrárny.

## Historie a technické informace

### Počátky
Plánování projektu začalo v roce 1971. Jde o třetí jadernou elektrárnu, která měla vzniknout v Severní Karolíně. Původní projekt počítal s vybudováním čtyř identických jaderných reaktorů. Projekt byl neobvyklý, protože všechny 4 bloky měly sdílet jednu společnou budovu. Budova má tvar kříže a samotné reaktory se měly nacházet v rozích tohoto kříže. Turbínovou halu měl mít každý blok zvlášť. Náklady na projekt byly zprvu odhadnuty na 3,9 miliardy amerických dolarů.

### Výstavba
Výstavba všech bloků započala dne 1. ledna 1978. Mělo se jednat o čtyři třísmyčkové, vodou chlazené a vodou moderované tlakovodní jaderné reaktory WH M312 od společnosti Westinghouse. Výstavba třetího a čtvrtého bloku byla zrušena 1. prosince roku 1981 kvůli nepříznivé finanční situaci společnosti Carolina Power & Light, tehdejšího vlastníka elektrárny, a nízké poptávce po elektrické energii. Druhý blok byl zrušen 1. prosince 1983 ze stejného důvodu. Nakonec byl dokončen pouze blok 1, který byl připojen do rozvodné sítě dne 19. ledna 1987 a do komerčního provozu přešel 2. května 1987. Výkon prvního bloku byl postupem času zvýšen až na 980 MW hrubých a 964 MW čistých.
20. ledna 2010 NRC oznámil, že elektrický generátor z poškozeného bloku 2 jaderné elektrárny Three Mile Island bude použit v Shearon Harris. Generátor byl repasován a důkladně testován. Použitím starého generátoru se operátor mohl vyhnout nákupu nového zařízení. Generátor byl téměř nepoužitý, protože druhý blok Three Mile Islandu byl v provozu pouze několik měsíců.
Reaktor má od NRC udělenou provozní licenci do 24. října 2046. Původní licence by vypršela v roce 2026.

### Rozšíření
Dne 19. února 2008 společnost Progress Energy podala žádost u NRC o udělení kombinované licence na výstavbu a provoz nových reaktorů. Usilovala totiž o vybudování dvou tlakovodních reaktorů Westinghouse AP1000 o výkonu 1100 MW. Ačkoli NRC již certifikovalo design AP1000, očekávalo se, že přezkoumání žádosti bude trvat asi 36 měsíců. Rozšíření elektrárny by vyžadovalo zvýšení hladiny Harris Lake o 6 metrů. Dne 2. května 2013 společnost Duke předložila NRC žádost o pozastavení přezkumu žádosti o kombinovanou licenci pro nové dva bloky, což fakticky zastavilo další vývoj tohoto projektu.

### Okolní obyvatelstvo
NRC definuje dvě zóny havarijního plánování kolem jaderných elektráren. První o poloměru 16 kilometrů, která se týká především vystavení radioaktivní kontaminace vzduchu a poté druhou o poloměru 80 kilometrů, jež se zabývá kontaminací potravin a vody.
Podle studie NRC zveřejněné v srpnu 2010 byl odhad každoročního rizika zemětřesení dostatečně silného na to, aby způsobilo poškození aktivní zóny reaktoru 1 ku 434 783.

## Informace o reaktorech
| Reaktor          | Typ reaktoru      | Výkon   | Výkon  | Zahájení výstavby       | Připojení k síti           | Uvedení do provozu         | Uzavření |
| Reaktor          | Typ reaktoru      | Čistý   | Hrubý  | Zahájení výstavby       | Připojení k síti           | Uvedení do provozu         | Uzavření |
| ---------------- | ----------------- | ------- | ------ | ----------------------- | -------------------------- | -------------------------- | -------- |
| Shearon Harris-1 | Westinghouse M312 | 964 MW  | 980 MW | 28. 1. 1978             | 19. 1. 1987                | 2. 5. 1987                 |          |
| Shearon Harris-2 | Westinghouse M312 | 900 MW  | 960 MW | 1. 1. 1978              | Výstavba zrušena roku 1983 | Výstavba zrušena roku 1983 |          |
| Shearon Harris-3 | Westinghouse M312 | 900 MW  | 960 MW | 1. 1. 1978              | Výstavba zrušena roku 1981 | Výstavba zrušena roku 1981 |          |
| Shearon Harris-4 | Westinghouse M312 | 900 MW  | 960 MW | 1. 1. 1978              | Výstavba zrušena roku 1981 | Výstavba zrušena roku 1981 |          |
| Shearon Harris-2 | AP1000            | 1117 MW |        | Plán na výstavbu zrušen | Plán na výstavbu zrušen    | Plán na výstavbu zrušen    |          |
| Shearon Harris-3 | AP1000            | 1117 MW |        | Plán na výstavbu zrušen | Plán na výstavbu zrušen    | Plán na výstavbu zrušen    |          |